# Algerijnse muis
De Algerijnse muis (Mus spretus) is een knaagdier uit de familie Muridae. Soms wordt hij als een ondersoort van de huismuis beschouwd, maar over het algemeen wordt de Algerijnse muis als een aparte soort gezien. In het wild hybridiseren de twee soorten niet. Ook komen ze sympatrisch voor.

## Verspreiding en leefgebied
De Algerijnse muis komt voor in het westelijke Mediterrane gebied: Marokko, Algerije, Tunesië, Libië, Spanje, Portugal, de Balearen en de mediterrane kust van Frankrijk. Hij ontbreekt in Noord-Spanje. Mogelijk is de soort in Europa geïntroduceerd, maar dat lijkt onwaarschijnlijk, omdat hij in Europa niet binnenshuis voorkomt. Er zijn Pleistocene fossielen van deze soort gevonden in verschillende delen van Noord-Afrika. De Algerijnse muis is aangepast aan leven in drogere streken. Hij komt vooral voor in gebieden met veel houtige planten op een voor de rest kale grond. Hij leeft onder andere in landbouwgebied, struwelen, tuinen en open bosgebieden, maar mijdt (in tegenstelling tot huismuizen) bebouwing. Hij komt tot 1400 meter hoog voor.

## Gedrag
De Algerijnse muis is een nachtdier, die 's winters zich ook vaak overdag laat zien. Hij eet vooral fruit, maar het is een opportunist, en eet ook zaden en ander plantaardig materiaal, insecten en slakken. De Algerijnse muis houdt er een territorium op na. Meestal deelt een mannetje zijn territorium met één of twee vrouwtjes. Zijn belangrijkste vijanden zijn hagedissen, slangen en uilen.

## Voortplanting
Na een draagtijd van 21 dagen worden vijf tot zes jongen (soms tien) geboren. Meestal zijn er twee tot drie worpen per jaar, één in de lente, één in de herfst, en soms ook één in de zomer. De jongen worden geboren in een nestje van droge bladeren en kruiden. De jongen zijn kaal en blind bij de geboorte, en wegen slechts een gram. Na twaalf dagen worden de jongen gespeend. Na vijf tot zes weken zijn de dieren geslachtsrijp.
De Algerijnse muis wordt gemiddeld een maand of tien, twaalf, maar in het wild kan hij twee jaar oud worden.

## Beschrijving
De Algerijnse muis heeft een bruinige vacht, met een grijzig witte onderzijde. De overgang tussen de bruine bovenzijde en witte onderzijde is duidelijk begrensd. Hij wordt 70 tot 85 millimeter lang. De staart is 55 tot 70 millimeter lang, en wordt nooit langer dan de rest van het lichaam. Dit in tegenstelling tot de huismuis, waarvan de staart net zo lang is als de rest van het lichaam. Hij weegt 7,5 tot 20 gram. Het mannetje is iets groter dan het vrouwtje.

## Ondersoorten
De populatie op Ibiza wordt soms als een aparte ondersoort beschouwd, Mus spretus parvus. Deze dieren zijn kleiner dan de andere Algerijnse muizen, en de vacht is lichter gekleurd.